# La Ruta del Che - No escuchar
La Ruta del Che (No escuchar) es el sexto disco del grupo español Boikot. También es el segundo disco de la trilogía de discos de "La Ruta del Che", un proyecto que les llevó a tocar por toda América Latina. El estilo es punk-rock, aunque en este trabajo se observan ritmos más latinos y su música va evolucionando. El LP fue lanzado a la venta a finales del año 1997.

## Lista de canciones
1. Intro (0:22)
2. Isabel (3:40)
3. Hasta Siempre (2:37)
4. Olvídalo (4:00)
5. Mentiras (3:00)
6. La Habana (3:47)
7. Tekila (2:25)
8. Inocente (3:00)
9. No Escuchar (3:35)
10. Pueblos II (2:04)

## Formación
- Alberto Pla: Guitarra y coros
- Juan "Grass": Batería
- Juan Carlos Cabano: Voz y bajo
- Kosta: Guitarra y coros

- Datos: Q430071